# Daniel Labille
Pour les articles homonymes, voir Labille.
Daniel Labille, né le 15 octobre 1932 à Nouvion-sur-Meuse (Ardennes) et mort le 31 décembre 2022 à Charleville-Mézières (Ardennes), est un évêque catholique français, évêque émérite de Créteil.

## Biographie

### Formation
Après être entré au Grand séminaire de Reims, Daniel Labille a poursuivi sa formation à l'Institut catholique de Paris où il a obtenu une licence de philosophie.

### Principaux ministères
Daniel Labille a été ordonné prêtre le 15 avril 1956 pour l'archidiocèse de Reims.
Après avoir enseigné les lettres et la philosophie dans un collège de Charleville-Mézières, il est devenu supérieur du séminaire de 1er cycle de Reims de 1970 à 1973, puis professeur d'anthropologie et de théologie sacramentelle au Grand séminaire de Reims de 1973 à 1977. Il a ensuite assuré un ministère paroissial comme curé de Saint-Pierre-des-Châtillons à Reims.
Nommé évêque auxiliaire de Soissons le 26 juin 1978, il a été consacré le 17 septembre 1978 par Jacques Ménager, archevêque de Reims, assisté par Gérard Bannwarth, évêque de Soissons et Guy Herbulot, évêque de Corbeil. Il a ensuite été nommé évêque titulaire de Soissons le 16 février 1984 avant de devenir évêque de Créteil le 25 mars 1998. Le 4 septembre 2007, sa démission pour raison d'âge ayant été acceptée par le pape Benoît XVI, Michel Santier lui succède à la tête du diocèse de Créteil. Il est retiré à Charleville-Mézières (Ardennes). 
Le 19 avril 2015, il est nommé, par le pape François, administrateur apostolique du diocèse de Soissons, à la suite de la nomination de Hervé Giraud comme archevêque de Sens. Cette fonction prend fin le 20 décembre 2015 avec l'installation de Renauld de Dinechin comme nouvel évêque de Soissons.

### Mort
Daniel Labille meurt le 31 décembre 2022 à Charleville-Mézières, à l'âge de 90 ans. Ses obsèques, célébrées sous la présidence de Dominique Blanchet, se sont déroulées le 4 janvier 2023 en la cathédrale de Créteil suivi de son inhumation dans le caveau des évêques au centre de la cathédrale.